# Bojarzy Międzyrzeccy
Bojarzy Międzyrzeccy – polska grupa etnograficzna, zamieszkująca do końca XIX wieku wsie wokół Międzyrzeca Podlaskiego.
Ta grupa wolnych chłopów, Polaków wyznania rzymskokatolickiego, w końcu XIX wieku zasiedlała wsie Rzeczyca, Wygnanka, Jelnica, Przychody, Strzakły, Misie, Pościsze, Krzymoszyce, Kożuszki, Łuniew i Łuby. Bojarzy społecznie sytuowali się pomiędzy drobną szlachtą a chłopstwem. Z tymi pierwszymi łączyła ich osobista wolność, częściowo pochodzenie, oraz prawo własności i dziedziczenia ziemi. Z chłopstwem mazowieckim (stamtąd bowiem pochodzili) łączył ich obyczaj oraz codzienne zajęcia. W zamian za otrzymywaną ziemię mieli dodatkowy – nieznany w wioskach ukraińskich – obowiązek dostarczania jeźdźców do przewożenia listów i informacji oraz stawania konno na wyprawy wojenne. Opłacali czynsz, ale nie odrabiali pańszczyzny. W porównaniu z sąsiednimi wsiami z reguły byli grupą dość zamożną.
Mówili w domach po polsku i modlili się w kościele rzymskokatolickim. Męski strój bojarski składał się z szarej kapoty, z szamerowaniem na piersi, zwanym schabami, z naszywanych niebieskich wełnianych tasiemek, obwiedzionych sznureczkami. Podobne tasiemki otaczały wszystkie brzegi i szwy kapoty. Pas skórzany, spięty prostą, mosiężną klamrą oraz siwa, barania czapka, o granatowym wierzchu lub równie granatowa niska, a częściej wysoka rogatywka, obłożona barankiem.
Strój kobiecy to suknie zwężone w stanie, z tyłu mocno fałdowane. Kołnierz kolisty, wykładany, dość szeroki, spadał na plecy. Kobiety nosiły kolorowe paciorki ze szkła, z bursztynu, czasem z korali. Mężatki obowiązkowo chodziły zawsze w czepku, na który, gdy wychodziły z domu, zakładały chusteczkę kolorową. Cechy charakterystyczne bojarów stopniowo zanikały w XIX wieku na skutek zmian społeczno-ekonomicznych (zniesienia pańszczyzny oraz polonizacji sąsiednich wsi).